# 菅谷梨沙子
菅谷 梨沙子（すがや りさこ、1994年4月4日 - ）は、日本の元歌手、元女優。ハロー!プロジェクト・キッズを経て、女性アイドルグループ・Berryz工房のメンバーとして活動した。イメージカラーはレッド。
神奈川県出身。血液型A型。身長161 cm。アップフロントクリエイトに所属していた。

## 略歴
- 2002年6月30日、「ハロー!プロジェクト・キッズ オーディション」に合格し、8歳（小学2年生）でハロー!プロジェクト・キッズの一員となる[2]。
- 2002年9月、ドラマ『湘南瓦屋根物語』（テレビ東京系）にて初主演。
- 2004年3月3日、Berryz工房としてメジャーデビュー。
- 2004年3月13日、出演映画『ほたるの星』が公開。
- 2009年4月3日、ガーディアンズ4メンバーに選出。
- 2012年10月28日、アメーバブログで公式ブログを開始[3]。
- 2015年3月3日、Berryz工房の無期限活動停止とともにハロー!プロジェクトを卒業[1]。
- Berryz工房の活動停止とともに自らも休業状態となっていたが、2016年6月15日に公式ブログを更新し、近況の報告を行うとともに公式Instagramを開設したことを発表[4]。
- 2017年7月20日、LINE BLOGを開始（2018年5月3日終了）[5]。
- 2017年10月18日、一般男性との結婚と妊娠5か月であることをあわせて発表[6]。2018年3月6日、第1子となる女児を出産[7][8]。2020年5月24日、第2子妊娠を報告[9]。同年9月17日、第2子女児を出産[10]。
- 2023年1月1日、所属事務所をアップフロントプロモーションからアップフロントクリエイトへ移籍。
- 2023年3月27日、主婦業に専念する（事実上の芸能界引退）ため、同月末をもってアップフロントクリエイトとの専属マネージメント契約を終了することが発表された[11][12]。同月31日、公式ブログの更新を終了[13]。
- 2023年7月8日、Threadsを開始[14]。
- 2024年11月5日、新しいアカウントでブログを再開[15][16]。

## 人物
- Berryz工房の多くの曲でメインボーカルを務め、力強い歌声はつんく♂からパンチのある歌と評された[17]。
- Berryz工房の活動中、服装や髪色など個性的なファッションであった。友人であるきゃりーぱみゅぱみゅとの雑誌での共演を機に、色々な服を着るようになったと語っている[18][19][20]。
- 好きな食べ物は味噌ラーメン。

## 作品
ハロー!プロジェクト全体、ハロー!プロジェクト・キッズ全体、および各所属ユニットでの活動はそれぞれの項目を参照のこと。

### シングル
- げんき印の大盛りソング/お菓子つくっておっかすぃ〜（「ミニモニ。と高橋愛+4KIDS」として）
- おしゃれ マイドリーム/エレガントガール（2010年10月13日） - 氷室衣舞（CV 菅谷梨沙子/Berryz工房）名義、北神未海（CV 小川真奈）with MM学園 合唱部との両A面シングル。

### 映像作品
DVD
- メイキング・オブ ミニモニ。じゃムービー お菓子な大冒険!（2003年1月21日）
- ミニモニ。じゃムービー お菓子な大冒険!（2003年6月18日）
- ハロー!モーニング。ミニモニ。河童の花道（2004年6月30日）
- ほたるの星（2004年12月22日）
- 娘DOKYU! vol.2（2005年12月14日）
- 湘南瓦屋根物語 vol.1 - 3（2005年12月7日）
- ハローキッズ! vol.2（2006年2月22日）
- ハロプロアワー Vol.5（2007年1月24日）

ソロDVD
- 菅谷梨沙子 in 北海道（2009年12月2日、PICCOLO TOWN）
- Le Soleil（2011年2月12日、e-LineUP! 限定販売）

DVD（限定）
- ゴ→50 Vol.2・4（2005年12月13日、2006年3月15日）
- 美少女教育II 〜森のお勉強会編〜（2006年2月14日）
- RISAKO SUGAYA DVD on HELLO! PROJECT SPORTS FESTIVAL 2006（2006年7月1日）
- 菅谷梨沙子 on Berryz工房サマーコンサートツアー2006 『夏夏!〜あなたを好きになる三原則〜』（2006年12月16日）
- Berryz工房 DVD MAGAZINE Vol.8 菅谷梨沙子（2007年4月1日）
- 菅谷梨沙子 on Berryz工房コンサートツアー2007夏 〜ウェルカム!Berryz宮殿〜（2008年1月26日）
- ウラ歌ドキッ! Vol.2（2008年3月16日）
- 菅谷梨沙子写真集 Ring3〜リンリンリンッ!〜 -Making DVD Special Edition-（2008年4月1日）

## 出演

### テレビ番組
音楽番組
- ミュージックステーション（テレビ朝日系） - 藤本美貴「ブギートレイン'03」のバックダンサー
- 第54回NHK紅白歌合戦（2003年12月31日、NHK） - 松浦亜弥「ね〜え?」のバックダンサー
  - 第58回NHK紅白歌合戦（2007年12月31日、NHK） - Berryz工房として

バラエティ
- 娘DOKYU! ふれあい体験&クッキー・アイスクリーム作り（2005年5月26日 - 27日・6月15日 - 17日、テレビ東京）
- ハロー!モーニング。ミニモニ。（2002年10月6日 - 2003年9月28日、テレビ東京） - 河童の花道
- よろセン!（テレビ東京）
- 美女放談（2009年5月28日 ‐ 6月4日、テレビ東京）
- おはスタ（2010年10月11日 ‐ 15日、テレビ東京）

### テレビドラマ
- 美少女日記III『湘南瓦屋根物語』（2002年9月 ‐ 12月、テレビ東京） - 主演・菅谷詩子（しいこ） 役

### テレビアニメ
- 極上!!めちゃモテ委員長 セカンドコレクション（2010年4月3日 - 2011年4月10日、テレビ東京） - 氷室衣舞 役

### ラジオ
- 痛快!ベリーズ王国（2009年7月3日 - 2012年3月30日、スターデジオ） - 準レギュラー
- 超!A&Gミュージック+プレミアム 極上!!めちゃモテ委員長スペシャル（2010年10月16日 - 12月18日、超!A&G+）

### CM
- Jビーフ「お肉スキスキ」（2003年、日本食肉消費総合センター）

### 映画
- ミニモニ。じゃムービーお菓子な大冒険!（2002年12月14日、東映） - リサリサ 役
- ほたるの星（2004年6月5日、2004年3月山口県内のみ先行公開、角川映画） - 星比加里 役
2003年11月1日 - 9日 第16回東京国際映画祭コンペティション部門出品
- 王様ゲーム（2011年12月17日、BS-TBS） - 城川真美 役[21]

### 舞台
- 劇団ゲキハロ第12回公演「キャッツ♥アイ」（2012年9月22日 - 30日、東京・サンシャイン劇場／10月13日 - 14日、大阪・イオン化粧品シアターBRAVA!） - ミカ 役
- 劇団ゲキハロ第13回公演「我らジャンヌ 〜少女聖戦歌劇〜」 - ジジ（TRUTH）、ジャンヌ（REVERSE） 役

### ネット配信
- 「ハロプロアワー」第12回（2006年8月4日 - 、GyaO）

## 書籍

### 写真集
- Risako（2006年10月11日、ワニブックス）[22]
- pure+（2007年7月20日、ワニブックス）[23]
- Ring3〜リンリンリンッ!〜（2008年2月6日、キッズネット）[24]
- 梨想（2009年11月27日、ワニブックス）[25]

### 雑誌連載
- ピチレモン（2007年2月1日 - 5月1日、学研） - レギュラーモデル

## 参加ユニット
- Berryz工房（2004年 - 2015年）
- 企画ユニット
  - 4KIDS
  - ガーディアンズ4（2009年 - 2010年）
  - 氷室衣舞（CV 菅谷梨沙子／Berryz工房）（2010年 - 2011年）
  - ダイヤレディー（2013年 - ）
- シャッフルユニット
  - H.P.オールスターズ（2004年）
  - 続・美勇伝（2009年 - ）
  - ハロー!プロジェクト モベキマス（2011年）

その他
- リトルガッタス